# 리솨이 (1982년)
리솨이(중국어 간체자: 李帅, 1982년 8월 18일 ~ )는 중국의 전 축구 선수이다. 현역 시절 포지션은 골키퍼였다.